# جايسون ديسانتس
جايسون ديسانتس (بالإنجليزية: Jason DeSantis)‏ هو لاعب هوكي الجليد أمريكي، ولد في 9 مارس 1986 في أوكسفورد في الولايات المتحدة.

## وصلات خارجية
- جايسون ديسانتس على موقع دوري الهوكي الوطني (الإنجليزية)
- جايسون ديسانتس على موقع EliteProspects.com (الإنجليزية)
- جايسون ديسانتس على موقع HockeyDB.com (الإنجليزية)